# Michael J. Loux
Michael J. Loux, född 1942, är författare och professor i filosofi vid University of Notre Dame. Han har skrivit en rad läroböcker inom filosofi som används internationellt, bland andra Metaphysics: a contemporary introduction, Metaphysics: contemporary readings och Possible and Actual.